# Maria Strońska (aktorka)

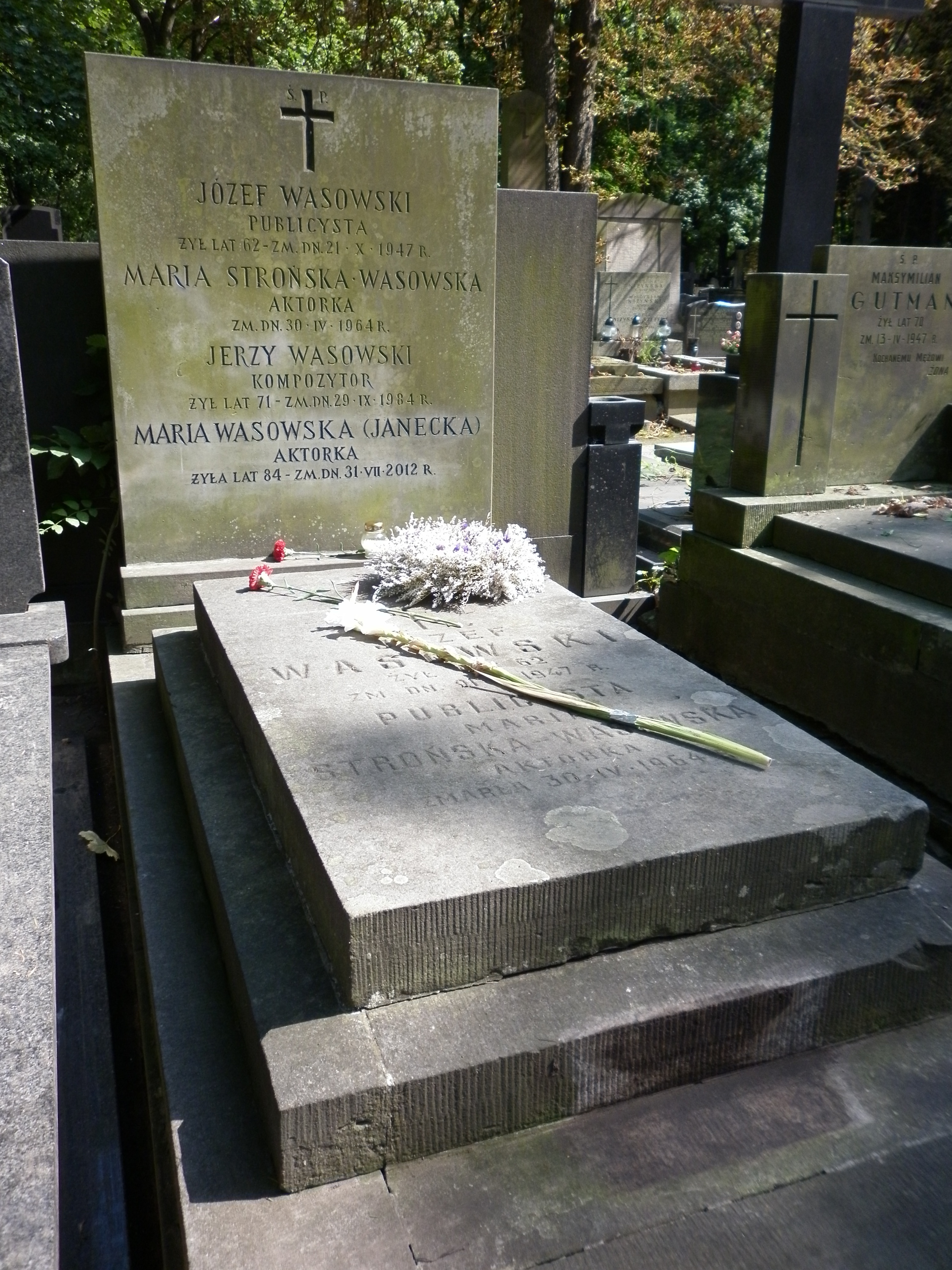
Grób Marii Strońskiej (grób rodzinny Wasowskich) na Cmentarzu Powązkowskim w Warszawie

Maria Strońska, wł. Maria Kuczabińska (ur. 22 stycznia 1897 we Lwowie, zm. 30 kwietnia 1964 w Warszawie) – polska aktorka teatralna, dyrektorka teatrów, pedagog.

## Życiorys
Była córką Wincentego i Stanisławy Kuczabińskich, lecz używała pseudonimu Strońska. Ukończyła gimnazjum klasyczne. Brała prywatne lekcje gry sceniczej. Początkowo była recytatorką, szczególnie cenioną za wykonania wierszy Juliana Tuwima. Jako aktorka debiutowała w Teatrze Polskim w Wilnie w roli Kropeczki w sztuce Świerszcz za kominem w sezonie 1919/1920.
Występowała w zespołach objazdowych: w 1920 w Poznaniu, 1921–1922 w Teatrach Miejskich w Łodzi, 1923 Teatrze Wodewil w Warszawie, w 1924 w zespole objazdowym Karola Adwentowicza, w sezonie 1924/1925 w Teatrze im. Wojciecha Bogusławskiego i Teatrze Szkarłatna Maska, a w latach 1925–1927 w Teatrze Narodowym w Warszawie. W sezonach 1927–1929 w Teatrze Polskim w Katowicach.
W latach 1924–1927 wykładała w warszawskiej Szkole Dramatycznej.
W sezonie 1929/1930 była dyrektorką Teatru Ateneum w Warszawie. Zrezygnowała z tej funkcji z powodu kłopotów finansowych teatru.
Do 1932 występowała w teatrach objazdowych. Później, z powodu choroby, grywała sporadycznie w teatrach warszawskich i występowała jako recytatorka. Podczas II wojny światowej pracowała jako kelnerka. W okresie powojennym występowała do 1954 w Teatrze Polskim w Warszawie, by następnie przejść na emeryturę. W 1958 prowadziła kursy deklamacji dla nauczycieli.

## Życie prywatne
25 lipca 1920 wyszła za mąż za dziennikarza Józefa Wasowskiego (druga żona).
Zmarła 30 kwietnia 1964 w Warszawie. Pochowana na Cmentarzu Powązkowskim w kwaterze 240 (2/22).